# Filippo Agricola

Filippo Agricola (Urbino ou Rome?, 12 avril 1795 – Rome, 2 décembre 1857) est un peintre italien actif à Rome au XIXe siècle.

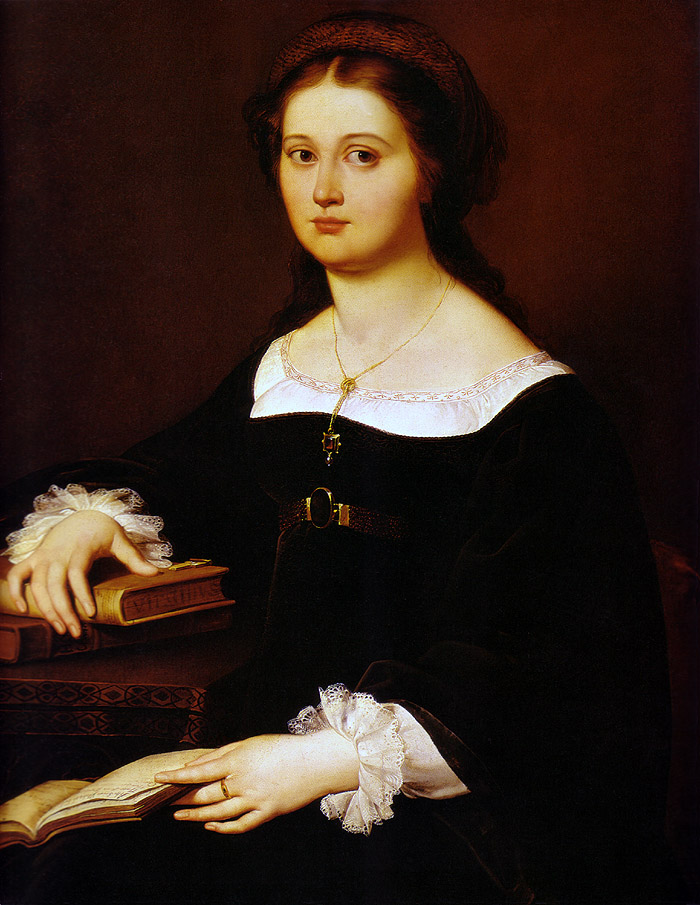
Portrait de Constance Monti Perticari.

## Biographie
Filippo Agricola est né à Urbino mais a appris la peinture à l'Accademia di San Luca à Rome auprès de son père Luigi Agricola.
En 1843, il devient président de cette institution ainsi que directeur de l'atelier de mosaïque du Vatican. 
Il fut essentiellement actif à Rome, peignant pour les églises dont celle de Sant'Onofrio, Saint-Jean-de-Latran, et Saint-Paul-hors-les-Murs, son dernier travail, car il mourut pendant cette période.
Horace Vernet fit son portrait  au Palazzo Barberini.

## Œuvres
- La Princesse héritière de Danemark, (1822) et Portrait de la comtesse Costanza Monti Perticari, Galleria Nazionale d'arte Moderna, Rome.
- Le Christ jeune (1814), 44,2 × 33,6 cm, Sudley Castle, nr. Winchcombe, Gloucestershire.
- Dante et Béatrice (1820), gravure (d'après Agricola) de la Galleria d'art Rochetti, Rome.
- la Sainte Famille  (1829),
- La Vierge à l'Enfant (1831),
- Cartons des mosaïques  de la façade de la Basilique Saint-Paul-hors-les-Murs, en collaboration avec Nicola Consoni[2].
- Sibylle, 73,7 × 61 cm
- Portrait du Cardinal Ercole Consalvi,